# Luís Gustavo Ledes Evangelista dos Santos

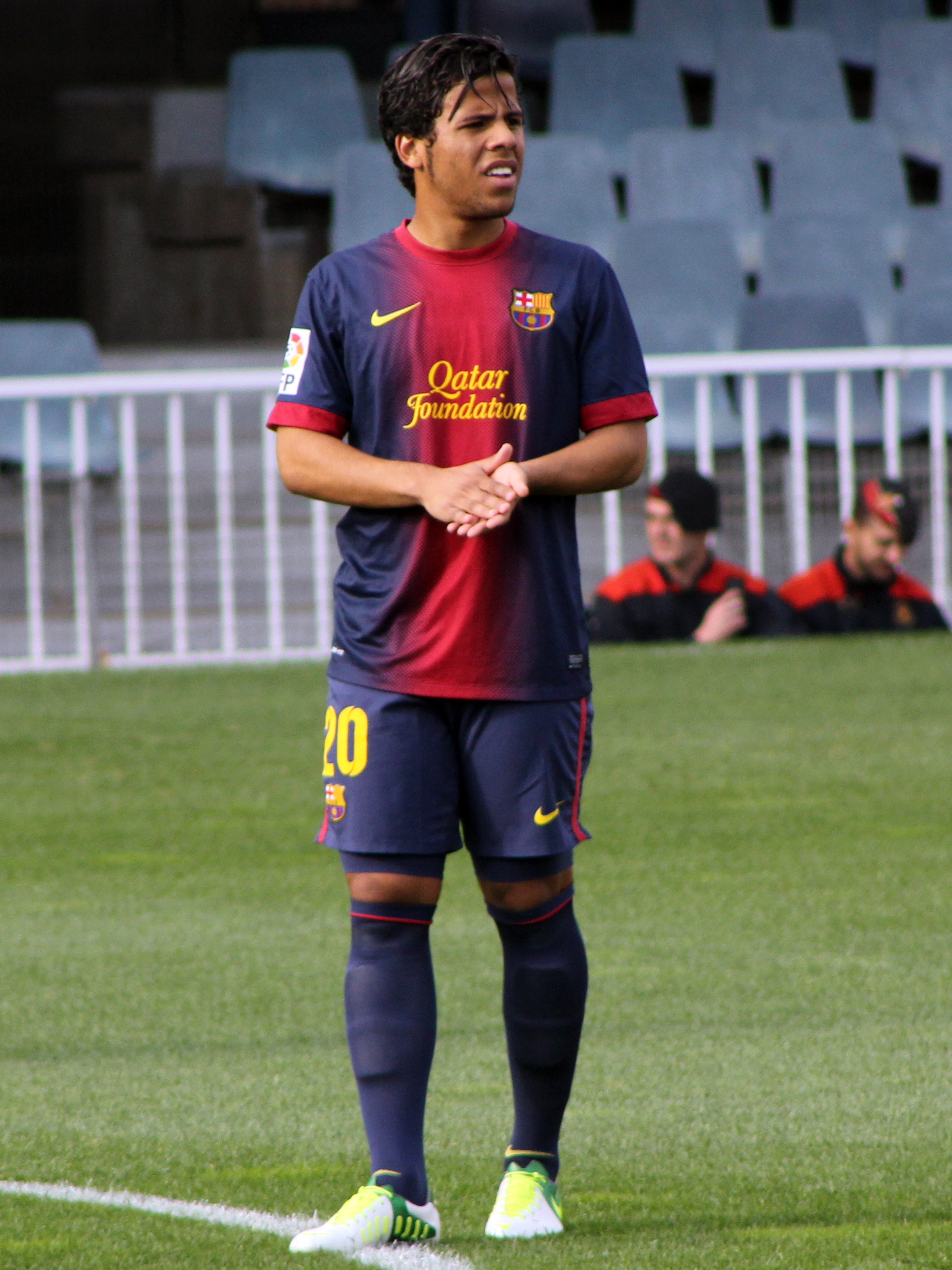
Luís Gustavo Ledes Evangelista dos Santos

Luís Gustavo Evangelista Dos Santos (Braga, 28 september 1992), kortweg Luís Gustavo, is een Portugees voetballer. Hij speelt als middenvelder bij Rio Ave FC.

## Clubvoetbal
Luís Gustavo werd geboren in het Portugese Braga, maar emigreerde al op jonge leeftijd met zijn familie naar Brazilië. Daar begon Luís Gustavo met voetballen bij een school die door zijn vader werd bestuurd. Later speelde hij in de jeugd van Corinthians. Op 13-jarige leeftijd werd hij ontdekt door de scouts van FC Barcelona en ging Luís Gustavo in de jeugdopleiding van de club spelen. In het seizoen 2010/2011 won hij met de Juvenil A, het hoogste jeugdelftal van FC Barcelona, de triplet (regionale kampioenschap, Copa de Campeones en Copa del Rey Juvenil). Luís Gustavo debuteerde op 26 oktober 2011 voor FC Barcelona B in de Segunda División A in de wedstrijd tegen SD Huesca. In 2013 vertrok hij naar Rio Ave FC.

### Statistieken
| seizoen    | club           | land   | competitie         | wed. | goals |
| ---------- | -------------- | ------ | ------------------ | ---- | ----- |
| 2011/12    | FC Barcelona B | Spanje | Segunda División A | 8    | 1     |
| 2012/13    | FC Barcelona B | Spanje | Segunda División A | 25   | 0     |
| Bijgewerkt | 13-08-2013     |        |                    |      |       |

## Nationaal elftal
Luís Gustavo speelt in de Portugese jeugdelftallen.